# Confédération sportive internationale du travail
Confédération Sportive Internationale Travailliste et Amateur eller CSIT är ett internationellt förbund för professionell sport och amatörsport. Förbundet är medlem i bland annat Internationella olympiska kommittén och International Council of Sport Science and Physical Education.
CSIT grundades år 1913 i Gent, Belgien, för att verka för arbetarklassens rättigheter i sport.